# 蘇燿祖
蘇燿祖，CBE，JP（英語：So Yiu-cho, James，1940年2月16日—2025年1月31日），香港政府官員。生於香港。中學就讀於拔萃男書院，1959年升讀香港大學歷史系。1962年畢業。其後履歷如下︰
- 1962年，加入香港政府，任助理教育主任。
- 1966年至1979年間，先後任職於徙置事務處、民政署、保安科，曾擔任黃大仙區民政主任、九龍民政專員、市政事務署助理署長、首席助理民政司。
- 1978年，受封官守太平紳士。
- 1979年，任副銓敘司。
- 1980年，晉級為首長級政務官。
- 1981年，任總督私人秘書、運輸署副署長。
- 1986年，任署理行政署署長。
- 1987年，任運輸署署長。
- 1989年，任市政總署署長。
- 1991年，任文康廣播司。獲OBE勳銜。
- 1995年，退休。其後開設顧問公司，並曾出任多家上市公司之董事。同時亦擔任香港前高級公務員協會會長。
- 1995年，獲CBE勳銜。

蘇燿祖之弟蘇輝祖為柏立基教育學院第六任院長；其妹蘇芳淑為香港中文大學中國文化研究所所長。